# William Foote Whyte
William Foote Whyte (27 giugno 1914 – 16 luglio 2000) è stato un sociologo statunitense, noto per il suo studio etnografico di sociologia urbana Street corner society. Uno slum italo-americano. Pioniere dell'osservazione partecipante, visse per quattro anni in uno slum della comunità italo-americana di Boston per svolgere ricerche sui rapporti sociali delle bande di strada nel North End di Boston.

## Biografia
William Foote Whyte nacque in una famiglia del ceto medio-alto: suo padre era professore universitario e sua madre era figlia di un medico. Mostrò un precoce interesse per la scrittura, l'economia e le riforme sociali.
Dopo essersi laureato in economia allo Swarthmore College, venne selezionato per il programma Junior Fellows dell'Università di Harvard, grazie al quale svolse la sua ricerca di riferimento. Il programma garantiva tre anni di finanziamento per condurre ricerche in qualsiasi campo. L'unica limitazione era rappresentata dal divieto di usare i frutti della ricerca per il conseguimento del dottorato. Dopo le sue ricerche a Boston, entrò nel programma per il dottorato di ricerca in sociologia all'Università di Chicago. Street corner society. Uno slum italo-americano venne pubblicato dalla University of Chicago Press nel 1943. Trascorse un anno di insegnamento all'Università dell'Oklahoma ma nel 1943 contrasse la poliomielite e passò due anni in terapia fisica presso la Warm Springs Foundation. La riabilitazione ebbe solo parzialmente successo; Foot Whyte camminò con un bastone per il resto della sua vita e con due stampelle nei suoi ultimi anni.
Nel 1944 tornò brevemente all'Università di Chicago, quindi nel 1948 si unì alla New York State School of Industrial and Labor Relations della Università Cornell di Ithaca dove lavorò per il resto della sua carriera. Alla Cornell supervisionò Chris Argyris nella sua tesi di dottorato. Lavorò anche per la riforma sociale e lo sviluppo sociale, dirigendo i suoi sforzi verso "l'emancipazione dei diseredati e il restringimento del divario tra ricchi e poveri". Studiò i lavoratori industriali e agricoli e le cooperative di lavoratori in Venezuela, Perù, Guatemala e nei Paesi Baschi spagnoli, così come negli Stati Uniti. Scrisse centinaia di articoli e venti libri, tra cui un'autobiografia. È considerato un pioniere della sociologia industriale.
Nel 1960 divenne membro della American Academy of Arts and Sciences. Fu presidente della Society for Applied Anthropology nel 1964 e dell'American Sociological Association dal 1981. Il suo discorso presidenziale, intitolato "Invenzioni sociali per risolvere i problemi umani", pronunciato all'assemblea annuale dell'Associazione del 1981 a Toronto, successivamente venne pubblicato nell'American Sociological Review.

## Vita personale
Era sposato con Kathleen ed ebbe due figli e due figlie: Martin King, John Whyte, Joyce Wiza e Lucy Ferguson.

## Opere
- Street corner society. Uno slum italo-americano, Bologna, Il Mulino, 2011
- Industry and Society, New York 1946
- Human Relations in the Restaurant Industry, New York 1948
- Pattern for Industrial Peace, New York 1951
- Money and Motivation, New York 1955
- Men at Work, New York 1961
- Organizational Behavior: Theory and Application, Homewood, Illinois 1969
- Organizing for Agricultural Development, New Brunswick, New Jersey 1975
- Pattern for Industrial Peace, New York 1951
- Participant Observer. An autobiography, ILR Press, New York 1994